# Aart Knijff Hzn.
Aart Knijff Hzn. (Woerden, 13 mei 1836 - Utrecht, 8 april 1908) was een Nederlands politicus.
Knijff was een steenfabrikant uit Woerden. Voor zijn periode in de Tweede Kamer was hij zowel burgemeester in Rietveld, Waarder als in Barwoutswaarder. Hij was een weinig opvallend liberaal Tweede Kamerlid. Hij was Takkiaan, maar steunde wel de Kieswet-Van Houten.